# Christian Schulze (Medizinhistoriker)

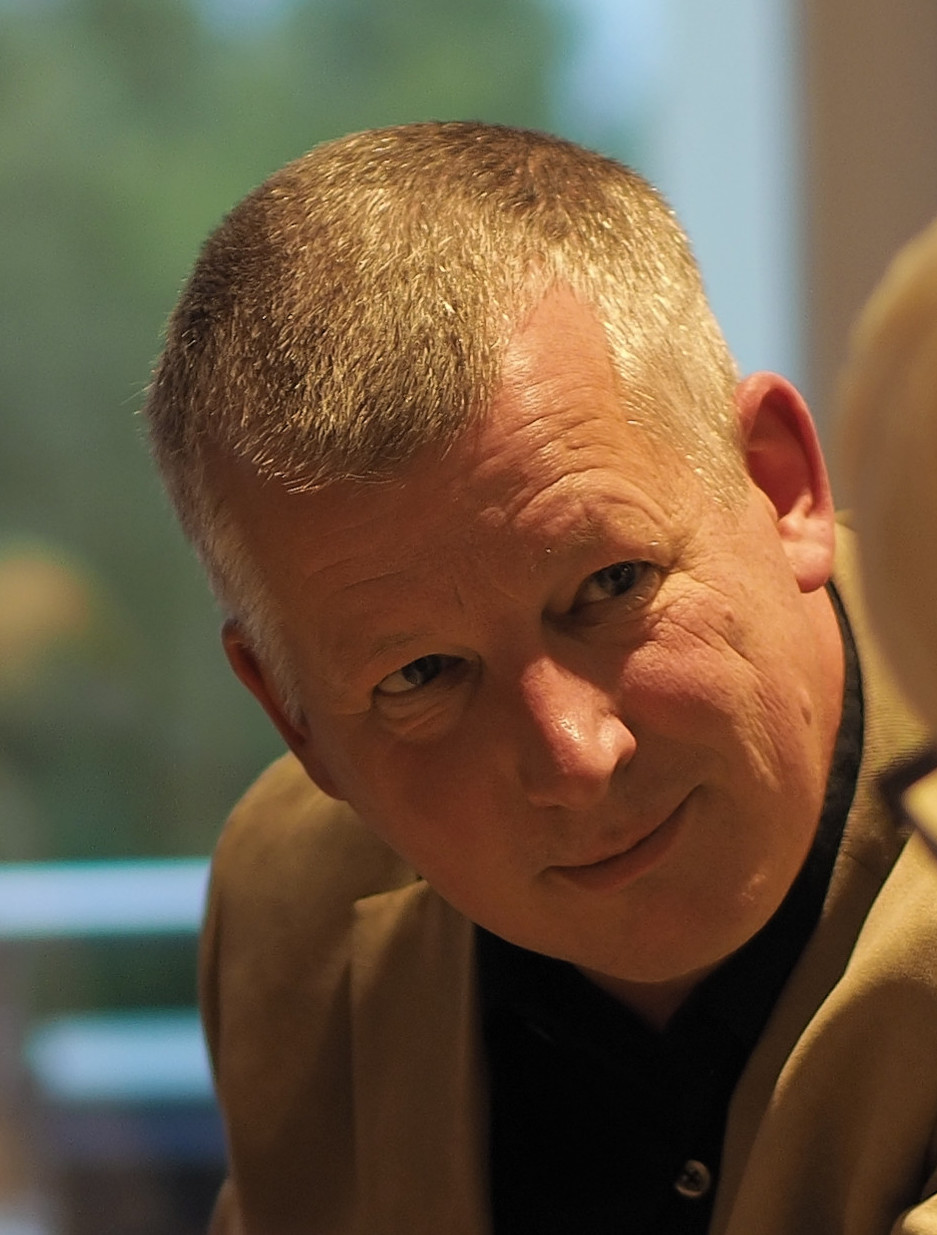
Christian Schulze (2019)

Christian Schulze (* 8. Juni 1970 in Hamm) ist ein deutscher Altphilologe, Biologe und Medizinhistoriker.

## Leben
Er besuchte die Grundschule Welver (1977–1981) und das Marien-Gymnasium Werl (1981–1990), wo er am 22. Mai 1990 das Abitur ablegte. Von 1990 bis 1996 studierte er Biologie und Latein an der Ruhr-Universität Bochum, wo er am 3. Juni 1996 das Erste Staatsexamen in Biologie/Latein für das Lehramt für die Sekundarstufe I/II ablegte. Er war von 1996 bis 1999 wissenschaftlicher Mitarbeiter bei der Herausgabestelle der Fontes Christiani. Gleichzeitig absolvierte er von 1996 bis 1999 ein Promotionsstudium in Latinistik mit den Nebenfächern Griechisch und Pädagogik. Am 8. April 1999 wurde er in Klassischer Philologie summa cum laude promoviert. Für seine Dissertation wurde ihm am 6. Dezember 1999 der 1. Preis der Ruhr-Universität Bochum für das Jahr 1999 verliehen. Von 1999 bis 2003 leitete er das Graduiertenkolleg GRK 237 Der Kommentar in Antike und Mittelalter als Koordinator und Postdoktorandenstipendiat (1999). Nach seiner Habilitation (1999–2002) im Fach Geschichte der Medizin als wissenschaftlicher Mitarbeiter im DFG-Projekt Die Durchdringung von Theologie und Medizin in Spätantike und frühem Mittelalter: Christliche Ärzte als Vermittler des graeco-orientalischen Wissenstransfers wurde er am 2. Juli 2003 zum Privatdozenten für Geschichte der Medizin ernannt. Von 2002 bis 2005 war Schulze wissenschaftlicher Mitarbeiter im DFG-Projekt Edition und Kommentar der ‚Physica‘ Hildegards von Bingen. Von Februar 2005 bis Januar 2006 war er Studienreferendar in Hagen. Seit Februar 2006 lehrt er als Studienrat am Ernst-Barlach-Gymnasium Unna, seit 2018 als Studiendirektor. Von Oktober 2006 bis März 2007 war er zusätzlich wissenschaftlicher Mitarbeiter am Lehrstuhl für Moraltheologie der Ruhr-Universität Bochum (für interdisziplinäre Veranstaltungen Moraltheologie/Medizingeschichte). Seit Oktober 2007 ist er Lehrbeauftragter am Seminar für Klassische Philologie der Ruhr-Universität Bochum (für Griechisch, Latein und Religionswissenschaft). Im Sommersemester 2015 übernahm er die Lehrstuhlvertretung Latinistik II an der Ruhr-Universität Bochum.

## Schriften (Auswahl)

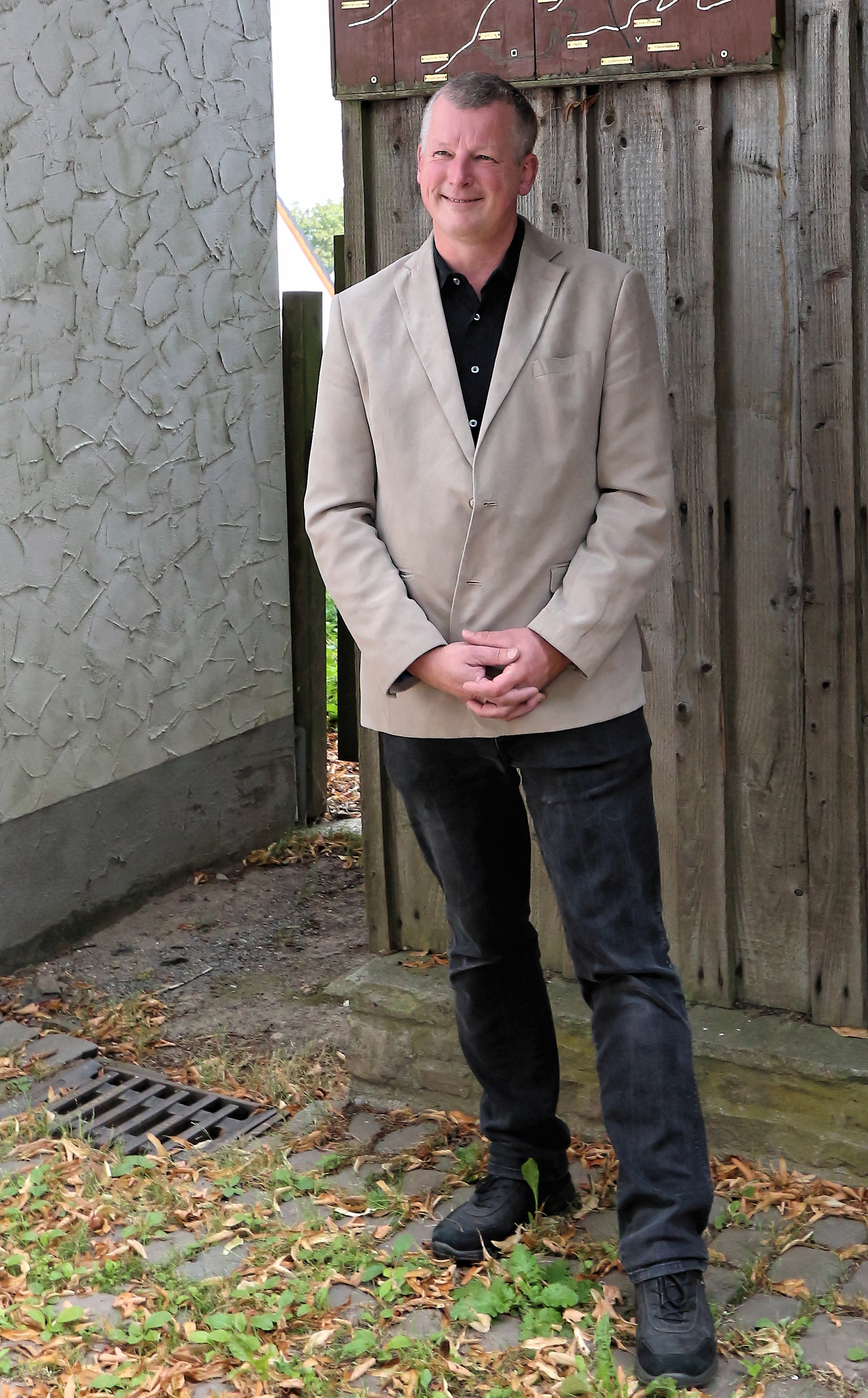
Christian Schulze (2019)

- Aulus Cornelius Celsus: Arzt oder Laie? Autor, Konzept und Adressaten der ‚De medicina libri octo‘ (= Bochumer Altertumswissenschaftliches Colloquium. Band 42). WVT, Wissenschaftlicher Verlag Trier, Trier 2000, ISBN 3-88476-351-2 (zugleich Dissertation, Bochum 1999).
- Celsus (= Studienbücher Antike. Band 6). Olms, Hildesheim/Zürich/New York 2001, ISBN 3-487-11293-0.
  - Celsus. WBG, Darmstadt 2001, ISBN 3-534-15486-X.
- als Herausgeber mit Wilhelm Geerlings: Der Kommentar in Antike und Mittelalter. Beiträge zu seiner Erforschung (= Clavis commentariorum antiquitatis et medii aevi. Band 2). Brill, Leiden u. a. 2002, ISBN 90-04-12528-0.
- als Herausgeber mit Sibylle Ihm: Ärztekunst und Gottvertrauen. Antike und mittelalterliche Schnittpunkte von Christentum und Medizin (= Spudasmata. Band 86). Olms-Weidmann, Hildesheim/Zürich/New York 2002, ISBN 3-487-11603-0.
- als Herausgeber mit Wilhelm Geerlings: Der Kommentar in Antike und Mittelalter. Beiträge zu seiner Erforschung (= Clavis commentariorum antiquitatis et medii aevi. Band 3). Brill, Leiden u. a. 2004, ISBN 90-04-13562-6.
- Die pharmazeutische Fachliteratur in der Antike. Eine Einführung (= Göttinger Forum für Altertumswissenschaft. Beiheft 10). Duehrkohp & Radicke, Göttingen 2002, ISBN 3-89744-183-7.
  - 2. überarbeitete Auflage, ebenda 2003, ISBN 3-89744-183-7.
  - 3. überarbeitete Auflage, Ed. Ruprecht, Göttingen 2007, ISBN 978-3-89744-183-5.
- Medizin und Christentum in Spätantike und frühem Mittelalter. Christliche Ärzte und ihr Wirken (= Studien und Texte zu Antike und Christentum. Band 27). Mohr Siebeck, Tübingen 2005, ISBN 3-16-148596-3 (zugleich Habilitationsschrift, Bochum 2003).
- als Herausgeber mit Irmgard Müller: Hildegard von Bingen: Physica. Edition der Florentiner Handschrift (Cod. Laur. Ashb. 1323, ca. 1300) im Vergleich mit der Textkonstitution der ‚Patrologia Latina‘ (Migne). Olms-Weidmann, Hildesheim/Zürich/New York 2008, ISBN 978-3-487-13846-6.
- Antike Botanik zwischen praktischer Anwendung und taxonomischen Überlegungen, in: Gart der Gesundheit. Botanik im Buchdruck von den Anfängen bis 1800 (hrsg. von I. Müller und Werner Dressendörfer) (Kataloge der Frankeschen Stiftungen 26 / Veröffentlichungen des Stadtarchivs Schweinfurt 24, hrsg. von U. Müller), Schweinfurt 2011, 9–25.